# Lionheart: Legacy of the Crusader
Lionheart: Legacy of the Crusader ist ein 2003 erschienenes Computer-Rollenspiel des US-amerikanischen Entwicklers Reflexive Entertainment in Zusammenarbeit mit Black Isle Studios. Es spielt in einem Parallelwelt-Szenario der renaissancezeitlichen Erde.

## Handlung
Man startet in einer Sklavengrube, aus welcher man von Leonardo da Vinci gerettet wird. Er bringt einen nach Barcelona, wo man sich einer der vier Fraktionen anschließen kann: Den Inquisitoren, den Tempelrittern, den Magiern oder den Schwarzmagier. Von Barcelona aus kämpft man sich westwärts nach Spanien hinein, bis man die Aufgabe bekommt, die heiligen Reliquien Europas zu schützen, welche von eigenartigen Schlangengestalten aus dem Osten entwendet worden sind.
Man trifft in dem Spiel auf viele historische Persönlichkeiten, darunter Galileo Galilei, Marco Polo, Jeanne d’Arc, William Shakespeare oder Miguel de Cervantes. Der Spielercharakter selbst ist Nachfahre des Königs Richard Löwenherz. Dieser hatte in einem Kreuzzug im zwölften Jahrhundert die sogenannte 'Spaltung' hervorgerufen, als er 3000 gefangene Araber hinrichten ließ. Die Erde bekam einen Riss und tausende Ungeheuer strömten heraus. Richard tat sich mit seinem Feind Saladin zusammen und konnte die Monster zurückdrängen und das Loch in der Erde wieder schließen. Trotzdem waren viele Ungeheuer ans Tageslicht gekommen. Sie ließen sich überall auf der Erde nieder, konnten zwar an den meisten Orten zurückgedrängt werden, doch sie veränderten das Aussehen der Welt völlig. Viele Menschen werden zu Besessenen der Geister, die in sie eingedrungen sind und die vier Rassen entstehen. Der Charakter muss in dieser Welt voller Vorurteile und Gewalt den richtigen Weg aus dem Chaos finden.

## Spielprinzip
In Lionheart bewegt der Spieler seinen Charakter durch eine abwechslungsreiche Spielwelt. Man findet sich während des Spiels in Spanien, Frankreich, England und Persien wieder. Anfangs wird mit Fallout ähnlichen Regeln ein Charakter erschaffen, wobei man zwischen vier Rassen (Mensch, Wilder, Dämonischer und Sylvaner) und drei Geistern (Elementar-, Tier- und Dämonengeist), die einen begleiten, wählen und kombinieren kann. Des Weiteren gibt es verschiedene Attribute (Kraft, Zähigkeit, Beobachtungsgabe, Ausstrahlung, Klugheit, Gewandtheit und Glück), auf die man Punkte verteilen kann, wobei es von Rasse zu Rasse andere Einschränkungen gibt. Nun gibt es noch die Möglichkeit, sich bevorzugte Fähigkeiten herauszusuchen, die später effizienter mit dem Fallout-System zu verbessern sind. Zudem kann jeder Spieler noch bis zu zwei Eigenschaften wählen, die sowohl positive wie auch negative Folgen haben. Der Charakter kann, wenn er genügend Erfahrungspunkte durch Kämpfe, Unterhaltungen oder Quests, d. h. Aufgaben, die der Spielercharakter erledigen muss, durch Stufenaufstiege neue Begabungen freischalten, die den Charakter verbessern sowie neue Fähigkeitspunkte erringen. Diese steigern die magischen und die körperlichen Fähigkeiten.

## Rezeption
Lionheart erhielt gemischte Bewertungen (Metacritic: 57 von 100).